# I Son-kjun
I Son-kjun (korejsky 이선균, anglická transkripce: Lee Sun-kyun; 2. března 1975 Soul – 27. prosince 2023 Soul) byl jihokorejský herec. Mezinárodně se proslavil především rolí v oscarovém filmu Parazit (2019), za kterou získal spolu se svými hereckými kolegy cenu Sdružení filmových a televizních herců. Získal i několik dalších ocenění, včetně nominace na mezinárodní cenu Emmy.

## Životopis
Narodil se 2. března 1975 v Soulu. Od roku 1994 navštěvoval Korejskou národní univerzitu umění, kde získal bakalářský titul z výtvarných umění.
V herectví debutoval v roce 2000, kdy se převážně objevoval v televizních dramatech a hrál v hudebním divadle. Dramata Coffee Prince (2007) a Behind the White Tower (2007) mu přinesla nárůst popularity. V následujících letech si zahrál v seriálech Pasta (2010), Golden Time (2012) a My Mister (2018).
Během své kariéry hrál v řadě jihokorejských filmů, avšak tím nejznámějším bylo oscarové drama Parazit z roku 2019. Jeho posledním filmem vydaným za jeho života byla hororová komedie Sleep z roku 2023.
Jeho manželkou byla jihokorejská herečka Jeon Hye-jin, kterou si vzal v roce 2009. Ve stejném roce se páru narodil první syn a o dva roky později i druhý.
V říjnu 2023 bylo proti němu zahájeno vyšetřování kvůli údajnému užívání drog. Po této zprávě ho začala pronásledovat kromě policie i jihokorejská média. Po několika policejních výsleších se přiznal k užívání některých drog. To mělo velký dopad na jeho společenské postavení, ačkoliv opoziční politici argumentovali, že tento spor má pouze za úkol odvézt pozornost od politických problémů země.
Dne 27. prosince 2023 spáchal ve svém autě v centru města sebevraždu. Na místě spolujezdce se nacházela briketa dřevěného uhlí, kterou využil k otravě oxidem uhelnatým. Ve svém domě zanechal vzkaz připomínající dopis na rozloučenou. Pohřben byl ve městě Suwon.
O rok později byla odsouzena hosteska z baru, která mu měla drogy poskytovat.

## Filmografie

### Filmy
| Rok  | Název                        | Role                  |
| ---- | ---------------------------- | --------------------- |
| 2000 | Psycho Drama                 | Park Dong-woo         |
| 2002 | Make It Big                  | Woo Jung-chul         |
| 2002 | Surprise Party               | skutečný Kim          |
| 2002 | A Perfect Match              | doktor                |
| 2002 | Boss X-File                  | zločinec              |
| 2003 | Goodbye Day                  |                       |
| 2003 | Scent of Love                | doktor Shin           |
| 2003 | Show Show Show               | Sang-chul             |
| 2003 | Survival Meeting Game        |                       |
| 2004 | Hitchhiking                  | muž                   |
| 2004 | My Mother, the Mermaid       | Do-hyeon              |
| 2004 | Love, So Divine              | milenec               |
| 2004 | R-Point                      | seržant Park          |
| 2005 | Curry and Rice Story         |                       |
| 2005 | Erotic Chaos Boy             |                       |
| 2006 | The Customer Is Always Right | Lee Jang-gil          |
| 2006 | A Cruel Attendance           | Cheon Man-ho          |
| 2007 | Our Town                     | Jae-shin              |
| 2008 | Night and Day                | Yoon Kyeong-soo       |
| 2008 | Sa-kwa                       | Min-seok              |
| 2008 | Romantic Island              | Kang Jae-hyuk         |
| 2009 | Lost in the Mountains        | Myeong-woo            |
| 2009 | Paju                         | Kim Joong-shik        |
| 2010 | Oki's Movie                  | Nam Jin-gu            |
| 2010 | Petty Romance                | Jeong Bae             |
| 2011 | Officer of the Year          | Jung Eui-chan         |
| 2012 | Helpless                     | Jang Mun-ho           |
| 2012 | All About My Wife            | Lee Doo-hyun          |
| 2013 | Nobody's Daughter Haewon     | Lee Seong-joon        |
| 2013 | Our Sunhi                    | Mun-su                |
| 2014 | A Hard Day                   | Ko Gun-su             |
| 2015 | The Advocate: A Missing Body | Byeon Ho-sung         |
| 2017 | The King's Case Note         | Yejong of Joseon      |
| 2017 | Man of Will                  | Go Jong               |
| 2017 | A Special Lady               | Im Sang-hoon          |
| 2018 | Take Point                   | Yoon Ji-eui           |
| 2019 | Jo Pil-ho: The Dawning Rage  | Jo Pil-ho             |
| 2019 | Parazit                      | Park Dong-ik (Nathan) |
| 2020 | Mr. Zoo: The Missing VIP     | Black goat            |
| 2022 | Kingmaker                    | Seo Chang-dae         |
| 2023 | Killing Romance              | Jonathan Na           |
| 2023 | Sleep                        | Hyun-soo              |
| 2024 | Project Silence              | Cha Jung-won          |
| 2024 | Land of Happiness            | Park Tae-ju           |